# 勝俣涼
勝俣 涼（かつまた りょう、1990年 - ）は、日本の美術批評家。

## 経歴
長野県に生まれる。
武蔵野美術大学大学院修士課程芸術文化政策コースを修了した。
『美術手帖』第15回芸術評論募集にて「未来の喪失に抗って─ダン・グレアムとユートピア─」が佳作受賞。